# 스팀 링크
스팀 링크(Steam Link)는 개인용 컴퓨터 또는 스팀 머신으로부터 스팀 콘텐츠를 무선으로 모바일 기기나 다른 모니터에 스트리밍할 목적으로 밸브 코퍼레이션이 개발한 하드웨어 및 소프트웨어 솔루션이다. 스팀 링크는 원래 2015년 11월 스팀 머신의 데뷔와 함께 하드웨어 장치로서 출시되었다. 밸브는 2018년 11월 모바일 기기 및 스마트 텔레비전용 소프트웨어 기반 스팀 링크 애플리케이션의 선호, 그리고 라즈베리 파이 마이크로컴퓨터용 소프트웨어 패키지로서 스팀링크를 제공하기 위해 스팀 링크 하드웨어 장치의 개발을 중단했다.

## 기능
하드웨어 형태이냐 소프트웨어 형태이냐에 관계 없이 스팀 링크는 스팀을 실행 중인 개인 컴퓨터로부터 비디오 장치(하드웨어형의 경우 연결된 텔레비전이나 모니터, 소프트웨어 버전의 경우 모바일 장치의 화면)로 콘텐츠를 스트리밍하는 것을 지원한다. 이 구성에서 스팀 링크 역할을 하는 장치(하드웨어 형태 또는 소프트웨어 형태 내의 모바일 기기)는 이에 연결된 게임 컨트롤러가 가정용 컴퓨터로의 연결을 통해 게임을 제어하기 위해 사용할 수 있게 한다.
2019년 3월 전까지 개인용 컴퓨터와 스팀 링크 하드웨어 장치 또는 스팀 링크 소프트웨어를 사용하는 모바일 장치 모두 같은 내부 네트워크에 위치하여야 했다. 2019년 3월 업데이트와 함께 밸브는 스팀 링크 애니웨어 업데이트를 도입하였으며 이를 통해 사용자는 인터넷을 경유하여 스트리밍이 가능하게 되었으나 스트리밍 성능은 개인용 컴퓨터와 스팀 링크의 기기 간 대역폭과 레이턴시에 크게 영향을 받게 된다.